# Afronycteris helios
Afronycteris helios — вид рукокрилих ссавців із родини лиликових.

## Середовище проживання
Країни поширення: Джибуті, Кенія, Сомалі, Судан, Танзанія, Уганда. Існує мало інформації про природну історію цього кажана, почасти тому, що його часто плутають з Pipistrellus nanus

## Загрози та охорона
Загрози для цього виду не відомі. Поки не відомо, чи вид присутній в будь-яких охоронних територіях.